# Japanische Gebärdensprache
Die japanische Gebärdensprache (engl. Japanese Sign Language, kurz: JSL, jap. 日本手話, Nihon shuwa) ist die offizielle Gebärdensprache in Japan.
Von der Japanischen Gebärdensprache abzugrenzen ist das Pidgin Signed Japanese, das die japanische Version der internationalen Gebärdensprache darstellt, und zum anderen die Japanische Lautsprachbegleitende Gebärden (LBG), japanisch 日本語対応手話.

## Entstehungsgeschichte
Es ist nur sehr wenig bekannt über die Gehörlosenkultur Japans vor der Edo-Zeit (1603–1868). Überliefert ist, dass unter dem vorletzten Shogun, Iemochi Tokugawa, 1862 Boten nach Europa entsandt wurden, die Schulen für Gehörlose besichtigten. Dennoch entstand erst 1878, in der Meiji-Zeit, in Kyōto eine Schule für Gehörlose.
Bis 1948 war es den japanischen Gehörlosen verwehrt geblieben, eine Regelschule zu besuchen, um grundlegende Bildung zu bekommen oder gar die japanische Gebärdensprache zu erlernen.
In der zweiten Hälfte des 20. Jahrhunderts fand in Japan ein Umdenken statt. Man wich von dem Standpunkt ab, dass Gehörlose nur Menschen seien, die nicht hören können, und nahm den Standpunkt ein, Gehörlose seien Menschen, die die japanische Gebärdensprache beherrschen. Doch wurde den japanischen Gehörlosen nicht zugestanden, dass JSL eine eigene Sprache ist.
Der japanische Gehörlosenverband erzielte zwar unter anderem durch Ausdauer und Geduld immer mehr Akzeptanz und Verbreitung der japanischen Gebärdensprache in der Bevölkerung Japans, aber die Gebärdensprache ist nach wie vor nicht gänzlich akzeptiert und stellt, anders als in Deutschland, keine eigene Sprache dar.

### Übersicht über japanische Gebärdensprach-Institute
Die langsame Akzeptanz der Gebärdensprache in der japanischen Kultur führt dazu, dass immer mehr Institute entstehen, die Dolmetscher ausbilden und Nicht-Gehörlosen die Möglichkeit geben, die Gebärdensprache zu erlernen.
- 1991: Gründung des „Verbands der japanischen Gebärdensprachen-Dolmetscher“ (engl. Japanese Association of Sign Language Interpreters, JASLI).[4]
- 1997: Einführung einer einheitlichen Gebärdensprache für Gebärdensprachdolmetscher durch die JASLI.[5]
- 2002: Der „Japanische Gehörlosenverband“ und der „Nationale Verband zur Erhaltung der Gebärdensprache“ gründen das „Nationale Lehrinstitut für Gebärdensprache“.[4]

Im Jahre 2006 wurde durch das Kabinett Abe ein neues Gesetz erlassen, das die Regierungen der einzelnen Präfekturen anspornte, die Zahl der Gebärdensprachdolmetscher zu erhöhen.

## Der Aufbau der japanischen Gebärdensprache

### Fingeralphabet
Die japanische Gebärdensprache, im Alltagsgebrauch Shuwa (手話) genannt, beinhaltet ein eigenes Fingeralphabet (指文字, shimonji) und eines für internationale Wörter.

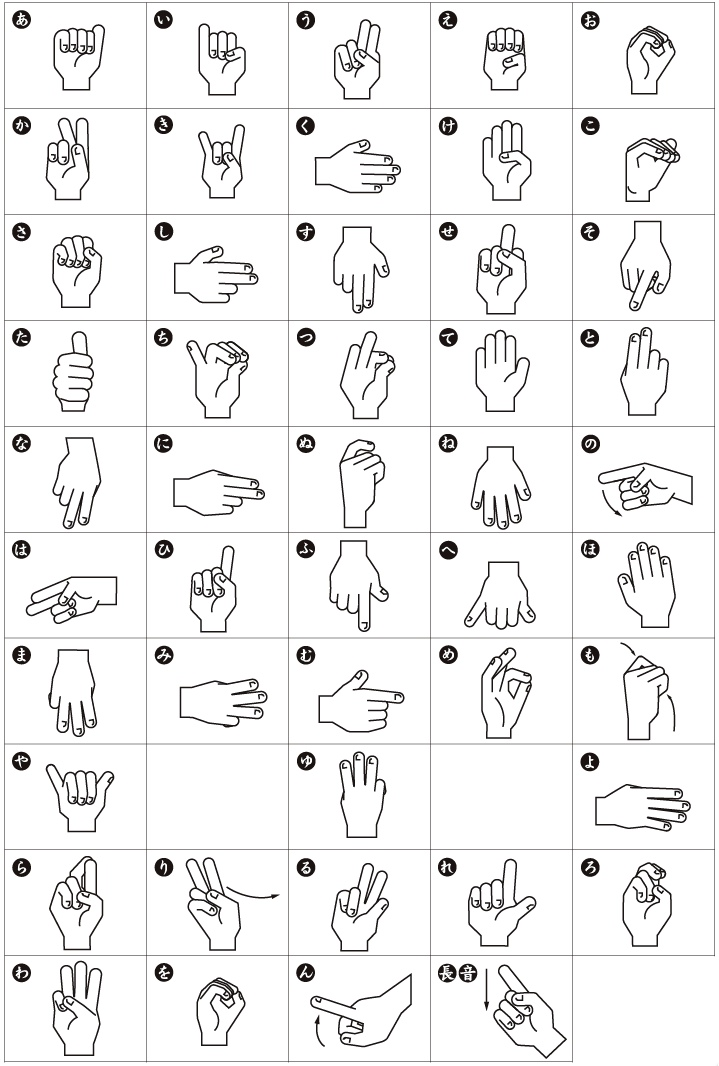
Das japanische Fingeralphabet (指文字)
Das deutsche Fingeralphabet

Die Fingeralphabete werden unter anderem für Nachnamen, ungewöhnliche oder ausländische Wörter verwendet.
Für gängigere Wörter gibt es verschiedene Gebärden.

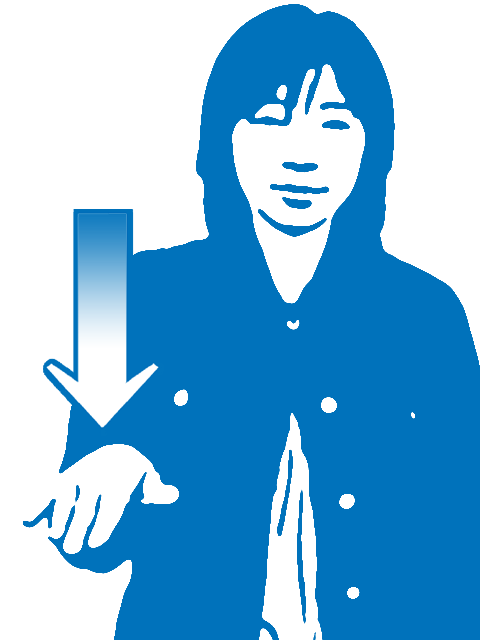
Gebärde für „sein“ als Kopula
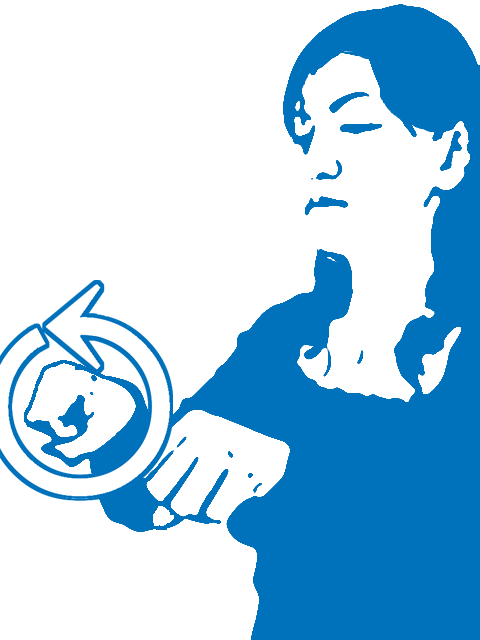
Gebärde für „Fahrrad“
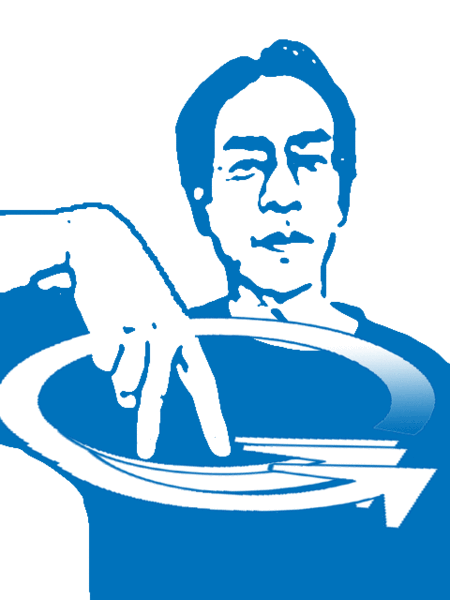
Gebärde für „immer laufen“
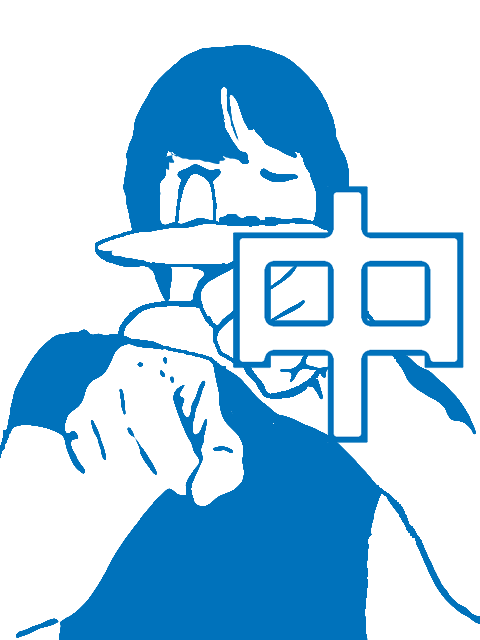
Gebärde für „innen/drin“

### Grammatik
Der grammatikalische Aufbau der Gebärdensprache ist durch die japanischen Lautsprache sehr beeinflusst und ihr daher sehr ähnlich. Anders als bei der deutschen Gebärdensprache (DGS) gibt es bei der japanischen Gebärdensprache verschiedene Fälle, Artikel und Verben, die sich konjugieren lassen. Beide Gebärdensprachen, also die deutsche wie auch die japanische, sind keine rein manuellen, das heißt nur mit den Händen gesprochenen, Sprachen. Eine stimmlose oder stimmhafte Mitsprache der Wörter (口話) ist vonnöten, da gleiche Handbewegungen verschiedene Bedeutungen haben. Auch ist eine aktive Körpersprache (身振り) nötig, da man dadurch die Satzart bestimmt: Aussagesatz, Fragesatz oder die Befehlsform eines Satzes.

## Der heutige Stellenwert der japanischen Gebärdensprache in Japan
Die japanische Gebärdensprache ist nach wie vor in Japan nicht gänzlich akzeptiert, obwohl viele Nachrichten simultan in der japanischen Gebärden- und Lautsprache gehalten werden und Unterhaltungsmedien mit japanischer Gebärdensprache existieren (bspw. Babel, The Call 3 – Final). Weil dadurch das öffentliche Interesse an der japanischen Gebärdensprache wuchs und zu einem Zuwachs an privaten Kursen über Gebärdensprache führte, wurde an den meisten japanischen Sonderschulen für Gehörlose im Jahre 2002 die japanische Gebärdensprache nicht unterrichtet. Der Unterricht wird dort mithilfe von Lippenablesen und der Lautsprache abgehalten, oder die internationale Gebärdensprache wird unterrichtet. Der Japanische Gehörlosenbund setzt sich für die Etablierung von und Übersetzung in die japanische Gebärdensprache ein.
Auch nach der Aufhebung des staatlichen Unterrichtungsverbotes wird laut offiziellen Angaben die japanische Gebärdensprache nicht unterrichtet.